# The Grass Is Greener
The Grass Is Greener is een Amerikaanse filmkomedie uit 1960 onder regie van Stanley Donen. De scenario is gebaseerd op een toneelstuk van Hugh Williams en Margaret Williams.
Bij de Golden Globes uit 1961 kreeg zowel de film als Cary Grant een nominatie. Bij de Laurel Awards kreeg de film en Jean Simmons een nominatie.

## Verhaal
Victor en Hilary Rhyall zijn leden van de Britse aristocratie. Wanneer ze financiële problemen krijgen, zijn ze gedwongen hun huis tentoon te stellen aan het publiek voor geld. Wanneer de oliebezitter Charles Delacro en zijn ex-vriendin Hattie het huis tegelijkertijd bezoeken, ontstaat er een lastige liefdesdriehoek, als er een liefde ontstaat en jaloerse gevoelens naar boven komen.

## Rolverdeling
| Acteur         | Personage       |
| -------------- | --------------- |
| Cary Grant     | Victor Rhyall   |
| Deborah Kerr   | Hilary Rhyall   |
| Robert Mitchum | Charles Delacro |
| Jean Simmons   | Hattie Durant   |
| Moray Watson   | Trevor Sellers  |